# Lucia Scherzberg
Lucia Scherzberg (* 1957 in Frankfurt am Main) ist eine deutsche römisch-katholische Theologin.

## Leben und akademische Karriere
Lucia Scherzberg studierte Katholische Theologie und Pädagogik an den Universitäten Freiburg und Münster. Mit ihrer Dissertation Sünde und Gnade in der Feministischen Theologie wurde sie 1991 an der Katholisch-Theologischen Fakultät der Westfälischen Wilhelms-Universität Münster promoviert. Von 1986 bis 1996 war sie wissenschaftliche Mitarbeiterin und Assistentin am Ökumenischen Institut der Universität Münster und leitete kommissarisch die Arbeits- und Forschungsstelle Feministische Theologie an der Katholisch-Theologischen Fakultät. Zwischen 1990 und 2004 arbeitete sie als Lehrbeauftragte an verschiedenen Universitäten, kirchlichen Hochschulen und Fachhochschulen in Deutschland, Österreich und der Schweiz. Unter anderem hatte sie von 1999 bis 2001 die Lehrstuhlvertretung im Fach Systematische Theologie an der Freien Universität Berlin inne. 2001 erfolgte ihre Habilitation über Karl Adam im Fach Dogmatik an der Katholisch-Theologischen Fakultät Tübingen. Von 2003 bis zu ihrer Emeritierung im April 2023 war sie Professorin für Systematische Theologie an der Universität des Saarlandes.
Ihre Forschungsschwerpunkte sind „Aufarbeitung der Vergangenheit“ in der katholischen Theologie sowie theologische Frauenforschung im Blick auf systematisch-theologische Fragen.
Scherzberg ist seit 2006 Mitherausgeberin der Zeitschrift theologie.geschichte. Zusammen mit Michael Hüttenhoff leitet sie zudem die Ökumenische Forschungsstelle für Kirchen- und Theologiegeschichte des 20. Jahrhunderts an der Universität des Saarlandes.

## Schriften (Auswahl)
- Schwarze Theologie in Südafrika. Zum ökumenischen Stellenwert einer kontextuellen Theologie. Lang, Frankfurt am Main 1982, ISBN 3-8204-7207-X.
- Sünde und Gnade in der Feministischen Theologie. Matthias-Grünewald-Verlag, Mainz 1991, ISBN 3-7867-1576-9; Übersetzung ins Portugiesische: Petrópolis 1996.
- Grundkurs Feministische Theologie. Matthias-Grünewald-Verlag, Mainz 1995, ISBN 3-7867-1868-7.
- Kirchenreform mit Hilfe des Nationalsozialismus. Karl Adam als kontextueller Theologe. Wissenschaftlichen Buchgesellschaft, Darmstadt 2001, ISBN 3-534-15893-8.
- Karl Adam und der Nationalsozialismus. Universaar, Saarbrücken 2011, ISBN 978-3-86223-036-5
- mit Antonia Leugers und August H. Leugers-Scherzberg: Die Wahrheitsmacher. Ludwig Volk und die Kommission für Zeitgeschichte 1962–1984, Wissenschaftliche Buchgesellschaft, Darmstadt 2021. In: theologie.geschichte, Beiheft 11, ISBN 978-3-534-40631-9.
- Zwischen Partei und Kirche. Nationalsozialistische Priester in Österreich und Deutschland 1938–1944, Campus, Frankfurt/M 2020. In: Religion und Moderne, Bd. 20, ISBN 9783593512259.

## Herausgeberschaften
- mit Werner Müller: Theologie und Vergangenheitsbewältigung. Eine kritische Bestandsaufnahme im interdisziplinären Vergleich. Schöningh, Paderborn 2005, ISBN 3-506-72934-9.
- mit August H. Leugers-Scherzberg (Hrsg.): theologie.geschichte. Zeitschrift für Theologie und Kulturgeschichte 1 (2006) ff.
- Vergangenheitsbewältigung im französischen Katholizismus und deutschen Protestantismus. Schöningh, Paderborn 2008, ISBN 978-3-506-76501-7.
- Gemeinschaftskonzepte im 20. Jahrhundert zwischen Wissenschaft und Ideologie. Verlagshaus Monsenstein und Vannerdat, Münster 2010, ISBN 978-3-86991-129-8. (Inhaltsverzeichnis und Volltexte)
- „Doppelte Vergangenheitsbewältigung“ und die Singularität des Holocaust. Universaar, Saarbrücken 2012, ISBN 978-3-86223-078-5.
- mit Christine Büchner (Hrsg.), Christine Jung (Mitw.), Bernhard Nitsche (Mitw.): Kommunikation ist möglich. Theologische, ökumenische und interreligiöse Lernprozesse. Festschrift für Bernd Jochen Hilberath. Matthias-Grünewald-Verlag, Ostfildern 2013, ISBN 978-3-7867-2993-8.
- mit August H. Leugers-Scherzberg (Hrsg.): Diskurse über „Form“, „Gestalt“ und „Stil“ in den 20er und 30er Jahren des 20. Jahrhunderts. Universaar, Saarbrücken 2017, ISBN 978-3-86223-264-2.
- mit Michael Hüttenhoff: Confrontations au national-socialisme en Europe francophone et germanophone. Auseinandersetzungen mit dem Nationalsozialismus im deutsch- und französischsprachigen Europa 1919–1949, Bd. 5.1: Protestanten und Katholiken aus dem deutschsprachigen Europa, Bruxelles u. a. 2021, ISBN 9782807603011.